# Grupp 8
Grupp 8 var en radikalfeministisk organisation med ursprung i en basgrupp om åtta kvinnor, bildad i Stockholm 8 maj 1968. De åtta grundarna – Barbro Backberger, Birgitta Bolinder, Gunnel Granlid, Birgitta Svanberg, Greta Sörlin, Ulla Torpe, Anita Theorell och Åse Åkerstedt – hade träffats vid ett könsrollsseminarium som hölls av Karin Westman-Berg i Uppsala 1967–1968. Vid andra mötet ersattes Åkerstedt och Theorell av Iréne Matthis och Louise Waldén. Gruppen utökades sedan med fler medlemmar. Vid övergången till öppen organisation, i juni 1970, hade gruppen 16 medlemmar.
Grupp 8 hade platt struktur, med självständiga grupper. Under sloganen "Det privata är politiskt" ville man ge erkännande åt de individuella upplevelsernas betydelse i kvinnokampen. Hösten 1972 fanns det 43 lokalgrupper i Stockholm med cirka tio medlemmar i varje. Grupp 8 i Malmö bildades 1972 och hade som mest 30–40 medlemmar och delades då upp i fyra stadsdelsavdelningar. Medlemmar var bland andra skådespelaren Eva Remaeus, senare RFSU-ordföranden Maj Fant och författaren Mary Andersson.

## Ideologi

Den internationella kvinnokampssymbolen finns i många olika versioner, här i en modern. Den som Grupp 8 använde sig av ritades av Anne Lidén.

I Grupp 8:s lokalgrupper lästes dels marxistisk litteratur av Friedrich Engels, August Bebel, Vladimir Lenin, Clara Zetkin och Aleksandra Kollontaj, dels litteratur av socialistfeminister och radikalfeminister som Juliet Mitchell, Sheila Rowbotham, Kate Millett, Shulamith Firestone och Germaine Greer. Som teoretiskt underlag användes även boken Kvinnokamp. För en revolutionär kvinnorörelse, en av Iréne Matthis och Dick Urban Vestbro sammanställd antologi med texter av främst amerikanska och brittiska författare. Andra viktiga skrifter var de av Maud Hägg och Barbro Werkmäster författade Frihet, jämlikhet och systerskap (1971) och Kvinnor och sex (1973).
En stor andel av medlemmarna var högutbildade kvinnor som inte kunde arbeta på grund av att de istället tvingades sköta hushållssysslor.[källa behövs] En fråga som ofta debatterades rörde deltidsarbetet. Detta hade enligt gruppen medvetet utformats för att kvinnor skulle anpassas att arbeta deltid och samtidigt sköta barn och hushållssysslor. Ordet arbetskraftsreserv användes, och tankegången återkommer i den populära sången "Den ena handen vet vad den andra gör" ("Staten och kapitalet") av proggorkestern Blå Tåget:
Daghemmens utbyggnadstakt regleras av konjunkturen, så tillmäts kvinnan sin plats i den ekonomiska strukturen: en billig arbetskraftsreserv till hands när fabrikerna visslar – tillbakapressad av daghemsbrist när lönsamhetens drivhjul plötsligt gnisslar.
Grupp 8:s motförslag var att ge kvinnor heltidsanställningar och sänka arbetstiden för alla så att det blev tid över för både män och kvinnor att sköta barn och hushåll. En förutsättning för att heltidsarbete skulle fungera var att alla föräldrar skulle ha rätt till dagisplats, och därför var även detta en huvudpunkt för gruppen. Utöver frågan om arbetstiden och deltiden debatterade man även de låga kvinnolönerna.
Kvinnans rätt till sin egen kropp var ett viktigt ämne, och därmed behandlade gruppen bland annat rätten till fri abort och rätten till smärtlindring vid förlossning. Senare blev även kampen mot pornografin ett huvudämne för gruppen.

## Inflytande

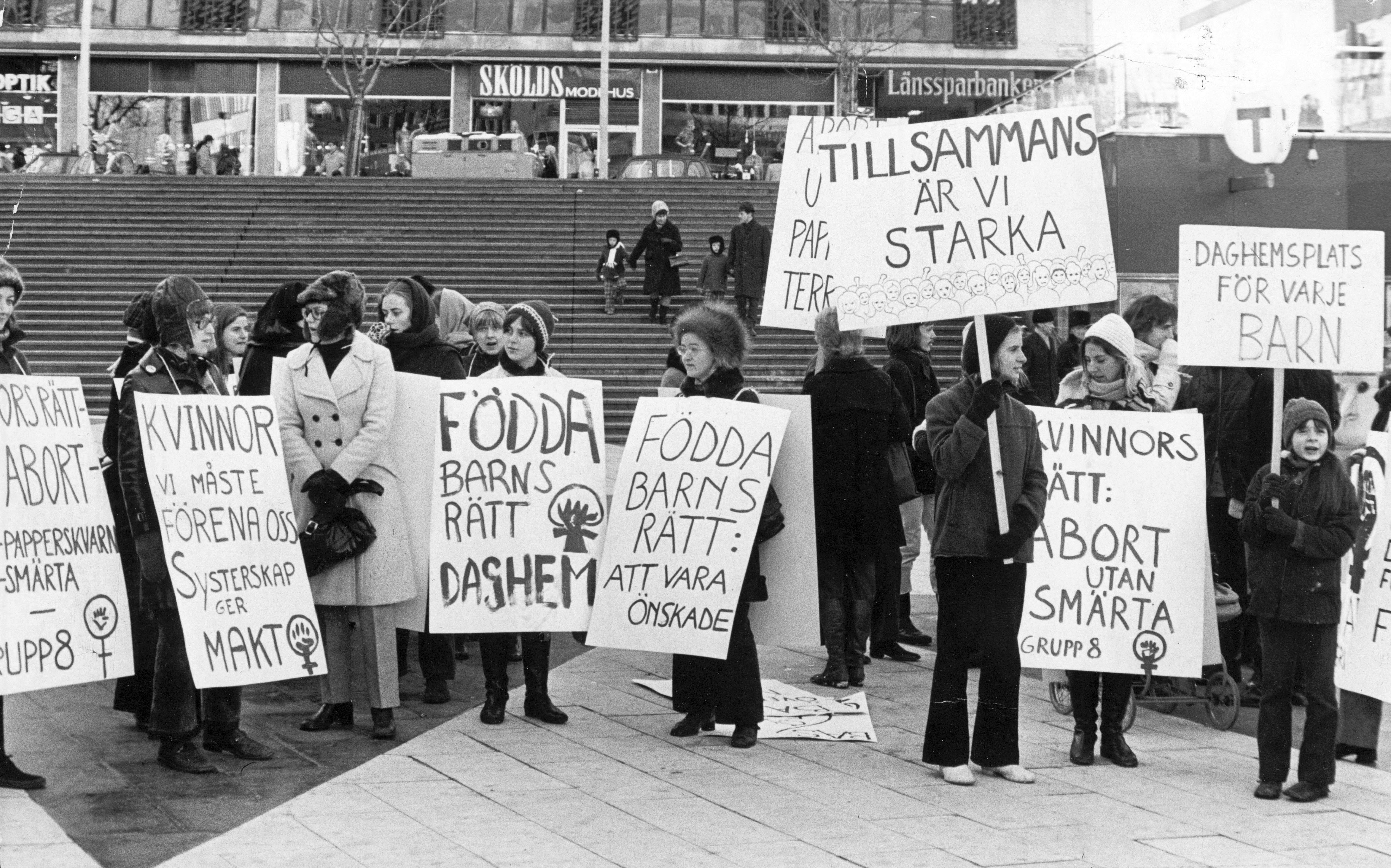
Grupp 8:s protest för abort på Sergels torg år 1971.

Grupp 8 började uppmärksamma internationella kvinnodagen med demonstrationer från år 1971, som 1978 drog 2 000 deltagare. 1971–1996 utgavs tidskriften Kvinnobulletinen.
Den 8 april 1972 invigdes den av Grupp 8 sammanställda utställningen Kvinnor på Moderna Museet i Stockholm.
Vid demonstrationen år 1972 skickades ett telegram till finansminister Gunnar Sträng med tre tydliga krav: Kvinnors rätt till arbete, till daghem och till utbildning. År 1977 gick ett av tio barn på dagis, år 1980 gick var tredje 2–4-åring till dagis. Denna omsvängning har tillskrivits Grupp 8.
Grupp 8 var tydligt knuten till 1970-talets socialistiska feminism och tappade i betydelse mot slutet av 70-talet. Mot slutet var utgivningen av tidningen organisationens enda utåtriktade verksamhet.
Många personer inom den svenska feminismen har en bakgrund i Grupp 8 eller är inspirerade av dem. Grupper som influerats av Grupp 8 inkluderar Riksorganisationen för kvinnojourer och tjejjourer i Sverige (ROKS), Stödstrumporna och Feministiskt initiativ.